# Duncan Goodhew
Duncan Goodhew (n. 27 mai 1957, Greater London, Anglia, Regatul Unit) este un înotător ce a reprezentat Regatul Unit al Marii Britanii și al Irlandei de Nord, medaliat olimpic. A participat la o ediție a Jocurilor Olimpice (1980) în care a câștigat două medalii de aur și o medalie de bronz.